# Antoine Santana
Pour les articles homonymes, voir Santana.
Antoine Santana est un réalisateur et scénariste français, né le 16 juillet 1969 à Melilla (Espagne).

## Biographie
Après avoir passé son enfance et son adolescence à Ajaccio, Antoine Santana s'installe à Paris où il s'inscrit à la faculté de Censier pour suivre une licence d'espagnol et un diplôme de Cinéma.
Une fois son diplôme en poche, il commence sa carrière en tant que 1er assistant metteur en scène, participant à une vingtaine de longs métrages avant de se lancer, en 1992, dans la réalisation de son premier court métrage : Un petit livre dans la poche librement inspiré de L'Étranger de Albert Camus. Il enchaîne deux autres courts métrages Sur la route (1996) avec Virginie Ledoyen et La soupe (1997) avant de passer en 2001 à son premier long métrage Un moment de bonheur. Remarqué par la critique, le film est sélectionné au Festival de Venise: 58e édition de la Mostra de Venise 2001 - Semaine de la Critique et Malik Zidi est nommé César du meilleur espoir masculin 2002 pour Un moment de bonheur. En 2006, il est le Président de la 24e édition du Festival du film italien d'Annecy. En 2010, il réalise pour Arte Main basse sur une île avec François Berléand, un téléfilm tourné en Corse, basé sur l'affaire de l'assassinat du préfet Claude Érignac en 1998. Particulièrement réussi, le film amène à réfléchir sur un éventuel dessous des cartes et sur les véritables bénéficiaires de l'attentat...

## Filmographie

### Cinéma

#### Long métrage
- 2002 : Un moment de bonheur
- 2005 : La Ravisseuse

#### Courts métrages
- 1992 : Un petit livre dans la tête
- 1995 : Sur la route
- 1997 : La Soupe

### Télévision
- 2011 : Main basse sur une île, diffusion Arte

### Documentaires
- 2006 : Carnets d'Acteurs, diffusion Cinécinéma
- 2008 : Viaghju in Paese, diffusion France 3
- 2009 : Avis de tempête - le littoral Corse, diffusion France 3

## Nominations et récompenses
- 1996 : Sur la route
  -     - Sélection au Festival du film policier de Cognac
- 1996 : La Soupe
  -     - Grand Prix à la Mostra Internazionale de Montecatini Terme
    - Grand Prix Mostra de cinéma de São Paulo
- 2002 : Un moment de bonheur
  -     - Mostra de Venise 2001 (Semaine de la Critique)
    - Festival international du film de Göteborg
    - Festival du film francophone de Vienne
- 2005 : La Ravisseuse
  -     - Festival international du film de Chicago 2006 (Chicago International Film Festival)
    - Festival du nouveau cinéma de Montréal 2006
    - Festival international du film de Toronto 2006
    - Festival du film francophone de Grèce 2006
    - Festival du film français au Japon - 2006
- 2011 : Main basse sur une île
  -     - Festival de la fiction TV de La Rochelle 2011

## Jurys de festivals
- 2005 : Festival du film italien de Villerupt
- 2006 : Président de la 24e édition du Festival du film italien d'Annecy
- 2011 : Président du 23e Festival du Cinéma italien de Bastia